# Epirrhoe actinaria
Epirrhoe actinaria är en fjärilsart som beskrevs av Franz Dannehl 1927. Epirrhoe actinaria ingår i släktet Epirrhoe och familjen mätare. Inga underarter finns listade i Catalogue of Life.